# Govindan Lakshmanan
Pour les articles homonymes, voir Govindan.
Govindan Lakshmanan (né le 5 juin 1990) est un athlète indien, spécialiste du fond

## Carrière
Sur 5 000 m et sur 10 000 m, il remporte deux médailles lors des Championnats d'Asie 2015, qu'il confirme en remportant le doublé sur ces deux distances lors des Championnats d'Asie 2017 à Bhubaneswar.
Bien qu’arrivé troisième du 10 000 m lors des Jeux asiatiques de 2018, il est disqualifié après la fin de la course, pour avoir empiété sur l’intérieur du stade, avec un seul pas.
Dans son nom indien, Govindan est un patronyme et il doit donc être désigné par son nom personnel.

## Palmarès
| Date | Compétition              | Lieu        | Résultat | Épreuve  | Temps          |
| ---- | ------------------------ | ----------- | -------- | -------- | -------------- |
| 2015 | Championnats d'Asie      | Wuhan       | 3e       | 5 000 m  | 13 min 36 s 62 |
| 2015 | Championnats d'Asie      | Wuhan       | 2e       | 10 000 m | 29 min 42 s 81 |
| 2017 | Championnats d'Asie      | Bhubaneswar | 1er      | 5 000 m  | 14 min 54 s 48 |
| 2017 | Championnats d'Asie      | Bhubaneswar | 1er      | 10 000 m | 29 min 55 s 87 |
| 2017 | Jeux asiatiques en salle | Achgabat    | 1er      | 3 000 m  | 8 min 02 s 30  |
| 2018 | Jeux asiatiques          | Jakarta     | finale   | 10 000 m | DQ             |

## Records
| Épreuve  | Temps          | Lieu             | Date            |
| -------- | -------------- | ---------------- | --------------- |
| 5 000 m  | 13 min 35 s 69 | Londres          | 9 août 2017     |
| 10 000 m | 29 min 13 s 50 | Thiruvanthapuram | 12 février 2015 |